# Joan Seguer i Tomàs
Joan Seguer i Tomàs (Parets del Vallès, 23 de juliol del 1958) és mestre i alcalde de Parets del Vallès des del 1990 a 2011.
Nasqué en una família de tradició esportiva, i Esteve Seguer i Forés, germà del seu avi, per altra banda, va ser regidor de l'ajuntament de Parets en representació de la UGT durant la guerra civil i fou executat l'any 1939 a Barcelona.
Estudià Geografia i Història i durant un decenni va treballar en l'ensenyament a diversos centres de Parets i comarca.
Joan Seguer inicià la seva carrera política l'any 1987, incorporant-se com a regidor independent a l'ajuntament de Parets, i va ser-ne primer tinent d'alcalde fins al 14 de setembre del 1990, quan assolí la vara d'alcalde. El 1994 s'afilià al PSC. El seu llarg mandat ha estat marcat per gran nombre de realitzacions, especialment en el sector de l'ensenyament (creació d'escoles bressol, de l'escola de música i de l'escola de la natura, impuls a les escoles públiques i a l'institut d'ensenyament secundari). També s'ha significat per la preservació dels espais naturals i d'esbarjo, com ara Gallecs, Can Serra, el parc de la Linera o el projecte de parc del Tenes, i la potenciació de la vida cultural i esportiva de la població, amb la construcció del centre cultural de Can Rajoler, la recuperació de festes tradicionals, l'ampliació i millora de la zona esportiva del pavelló i el nou camp de futbol). El 2001 s'aprovà la revisió del Pla General d'Ordenació Urbana i, tres anys més tard, se celebrà el mil·lenari del naixement del poble.
Ha estat vinculat a diverses associacions culturals i esportives del poble. En el camp polític, ha estat membre de l'"Associació del Pacte Industrial" de la Regió Metropolitana de Barcelona i, des del 2003, conseller comarcal.